# Harpa costata
Harpa costata is een slakkensoort uit de familie Harpidae. De wetenschappelijke naam is gepubliceerd in 1758 door Linnaeus in de tiende editie van Systema naturae.